# The Geese and the Ghost
The Geese and the Ghost is het eerste soloalbum van voormalig Genesisgitarist Anthony Phillips. Het album werd in 1977 uitgegeven, en geproduceerd door Simon Heyworth, Mike Rutherford en Phillips.
De fundamenten voor het album werden gelegd in 1969, toen Phillips samen met Mike Rutherford een aantal nummers schreef. Hieronder was een instrumentaal stuk "D Instrumental", dat het titelnummer voor The Geese and the Ghost zou worden. De overige nummers werden door Phillips geschreven na zijn vertrek uit Genesis in 1970.
Omdat Phillips in die tijd druk was met zijn muziekstudie werd het materiaal terzijde gelegd. Pas in 1973, toen Phillips en Rutherford samenwerkten aan de single Silver Song (met Phil Collins als zanger), werd het materiaal voorgelegd aan Charisma Records, en werd er budget gegeven voor het maken van een album. Rutherford moest een belangrijke rol spelen bij de opnames, maar omdat hij druk was met het opnemen van Genesis album The Lamb Lies Down On Broadway stagneerden de opnames. Toen in 1974 Steve Hackett enige tijd uitgeschakeld was als gevolg van een blessure konden Phillips en Rutherford de eerste opnames maken.
In 1976, toen het album bijna klaar was, besliste Charisma dat het niet zou worden uitgegeven, zodat Phillips de werkzaamheden wegens gebrek aan geld niet verder kon voortzetten. Pas in oktober van dat jaar kwam bericht dat het Amerikaanse Passport Records belangstelling had het album uit te brengen. Omdat in Europa nog steeds geen maatschappij het uit wilde brengen richtten Phillips en Genesismanager Tony Smith het label Hit & Run Music op, om het album in eigen beheer uit te kunnen brengen.

## Tracklist
Alle nummer van Anthony Phillips, tenzij anders aangegeven:
1. "Wind — Tales" – 0:59
2. "Which Way the Wind Blows" – 5:52
3. Henry: Portraits From Tudor Times (Phillips/Rutherford)
  1. "Fanfare" – 1:02
  2. "Lutes' Chorus" – 1:05
  3. "Misty Battlements" – 2:06
  4. "Henry Goes to War" – 3:52
  5. "Death of a Knight" – 2:09
  6. "Triumphant Return" – 1:51
4. "God if I Saw Her Now" – 4:12
5. "Chinese Mushroom Cloud" (Phillips/Rutherford) – 0:46
6. "The Geese and the Ghost Part I" (Phillips/Rutherford) – 8:12
7. "The Geese and the Ghost Part II" (Phillips/Rutherford) – 7:32
8. "Collections" – 3:07
9. "Sleepfall: The Geese Fly West" – 4:33

## Muzikanten
- Anthony Phillips; gitaren, basgitaar, dulcimer, bouzouki, synthesizers, mellotron, harmonium, piano, orgel, celesta, drums, glockenspiel, timbales, gong, zang op "Collections"
- Mike Rutherford; gitaren, basgitaar, orgel, drums, timbales, glockenspiel, bekkens.
- Phil Collins; zang (2, 9)
- Rob Phillips; hobo (11, 12, 14)
- Lazo Momulovich; hobo, althobo (3, 11)
- John Hackett; fluiten (9, 13, 14)
- Wil Sleath; fluit, barokfluit, blokfluit, piccolo (3)
- Jack Lancaster; fluit, lyricon (14)
- Charlie Martin; cello (10-12)
- Kirk Trevor; cello (10-12)
- Nick Hayley; viool (11, 12)
- Martin Westlake; pauken (3, 10-12)
- Tom Newman; heckelfoon en bulk eraser
- Viv McCauliffe; zang (9)
- Send Barns Orchestra en Barge Rabble gedirigeerd door Jeremy Gilbert
- Ralph Bernascone; solozang
- David Thomas: gitaar (15)
- Ronnie Gunn: harmonium (15)